# Batalla de Villodrigo
La batalla de Villodrigo fue una acción de la guerra por la Independencia española que tuvo lugar el 23 de octubre de 1812 cerca del pueblo de Villodrigo, en la provincia española de Palencia. Se entabló entre una fuerza anglo-alemana dirigida por el mayor general Georg von Bock contra una fuerza muy superior francesa bajo el comando del general Jean-Baptiste Curto. El resultado fue una aparente victoria táctica francesa pero una ganancia para los británicos ya que le dio la ventaja de un día más de tiempo adicional a Wellington para que su fuerza principal en retirada llegara a Torquemada.

## Antecedentes
Desde el 20 de octubre de 1812, después del fallido asedio a Burgos la fuerza de Wellington se encontraba replegándose bajo una lluvia torrencial hacia el sudoeste en dirección a Ciudad Rodrigo. En la noche del 22 la infantería y la caballería pesada acamparon al costado de la ruta en Celada del Camino y, unos cinco kilómetros más al norte, en Hornillos del Camino; mientras que la caballería ligera lo hizo en Estepar y Buniel para controlar el avance francés. Al día siguiente la marcha continuó con la columna derecha del ejército enfilando hacia Torquemada y la izquierda hacia Cordovilla la Real donde una semana después se cruzó el río Pisuerga. La retaguardia de la fuerza británica estaba dirigida por el general alemán Georg von Bock quien había tomado interinamente el mando de la División de Caballería después de que en la batalla de Los Arapiles (Salamanca) falleciese el mariscal John Le Marchant y quedase herido de gravedad su segundo, el general Stapleton Cotton. En calidad de tal fue encomendado por Wellington para que dirigiera la retaguardia de la fuerza en retirada. Esta incluía la brigada de caballería pesada de la Legión Alemana del Rey - KGL (1.º y 2.º de dragones pesados de la King's German Legion) comandada por él mismo, la brigada de dragones ligeros del general George Anson (regimientos 11.º, 12.º, y 16.º); la brigada de infantería ligera al mando del coronel Colin Halkett (batallones ligeros 1.º y 2.º  de la King's German Legion) y el destacamento de artillería montada, el “I Troop” del capitán Robert Bull, con seis cañones de la Real Horse Artillery, interinamente a cargo del capitán William Norman Ramsay. En total 2440 hombres. El día 23 von Bock decidió esperar con el objeto de frenar a los perseguidores y así ejecutar la orden de Wellington para que el resto del ejército pudiera ganar una ventaja de 10 horas (o siete leguas, equivalentes a un día de marcha de la infantería) respecto de sus perseguidores, con el fin de llegar cómodos al pueblo de Torquemada.

## La batalla

### Primeras escaramuzas
Cuando apareció la punta de la avanzada francesa, la caballería realizó dos exitosas cargas, motivo por el cual la fuerza enemiga, los 377 jinetes de los 3 escuadrones del 14.º regimiento de chasseurs al mando del coronel Lemoyne de la brigada del general Jean-Baptiste Curto, fue detenida por unas tres horas en un paraje al que en aquel entonces le llamaban el Pasaje del Hormazo, lugar donde la ruta hacia el pueblo de Celada del Camino cruza el arroyo Hormazuela a la entrada del pueblo. Después de aquellas escaramuzas von Bock continuó la marcha hacia el sudoeste por el medio de una larga planicie a cuyo costado izquierdo había una serie de colinas, de las cuales las más altas se elevaban a unos 100 metros por sobre el valle y sobre las cuales cabalgaba, acompañando lateralmente a la fuerza de Wellington, la partida de guerrilleros al mando del teniente coronel español Benito Martínez o Marquínez, con el objetivo de espiar y hostigar a los franceses entreteniéndolos así en el flanco izquierdo del ejército aliado. 
Bock tenía clara conciencia de que, con la tropa exhausta de la retaguardia que comandaba, sería solo cuestión de tiempo hasta que fueran alcanzados por la fuerza francesa muy superior en número, por lo que decidió hacer un alto 29 kilómetros más adelante, a la altura del pueblo de Villodrigo para tenderle una emboscada a sus perseguidores y así volver a ganar tiempo para la fuerza principal.

### La geografía del lugar
Según relatan diferentes cronistas de la época, en el lugar del combate la planicie por la que corría la ruta era cruzada perpendicularmente en toda su extensión por una cañada, es decir el lecho de un arroyo seco, profundo e infranqueable (del cual hoy queda apenas un zanjón casi imperceptible), el que nace en las colinas y desemboca en el río Arlanzón a la altura del pueblo de Villodrigo. El Arlanzón corre a la derecha de la planicie, en sentido de la marcha de las tropas, es decir de Nordeste a sudoeste a unos 100 metros del pueblo. Cerca de las colinas el viejo camino cruzaba la cañada a través de un antiguo y angosto puente de piedra, a cuyo lado se encontraba una pequeña posada llamada "Del Pozo"(los lugareños les llamaban “venta”, de ahí la denominación de “Venta del Pozo” que le dieron los ingleses a la batalla). Más al este, al pie de las colinas la cañada sí podía ser cruzada sin dificultad por las tropas. 

### Emboscada y plan inicial
El plan era sorprender a los franceses para lo cual Bock dispuso que un escuadrón de la caballería de Anson se quedara como señuelo delante del puente simulando estar custodiándolo para permitir la retirada del resto de la fuerza. Cuando se acercaran los franceses debía emprender la retirada cruzando el puente hacia el sur e inmediatamente girar hacia su derecha incitando a los franceses a que lo siguiera. Después de que éstos hubieran cruzado, los cañones de Ramsay abrirían el fuego con metralla y acto seguido los dragones de von Bock harían el resto. Un perfecto plan pero que salió mal.
Habiendo cruzado toda la fuerza anglo-alemana el pequeño puente, la brigada de Bock dio media vuelta con vista hacia el enemigo y se ubicó a la derecha del camino a lo largo de la planicie, mientras que la artillería montada lo hizo en el centro cortando el camino con sus cañones. Se suponía que la mitad izquierda del campo quedara libre para que la ocupara la brigada de Anson cuando llegara. Sin embargo cuando ésta terminó de cruzar el pequeño puente, con sus caballos cansados por las cargas de la mañana contra tres de los escuadrones de Curto, buscando apoyo se ubicó más a la derecha, casi detrás de los alemanes de Bock.
La fuerza francesa del general Auguste de Marmont, duque de Ragusa, comandada ahora por el general Joseph Souham tras caer el primero malherido en Salamanca, envió en persecución a su avanzada de caballería comandada por el General de Brigada Jean-Baptiste Théodore Curto integrada con parte caballería de la Armada del Norte (Béteille y Merlin) y parte la de la Armada de Portugal (Curto y Boyer).
Esa fuerza estaba compuesta por la caballería ligera del mismo Curto con su brigada reorganizada que integraban ahora los regimientos de chasseurs (cazadores montados) del 13.º del coronel Shee (4 escuadrones) y del 14.º del coronel Lemoyne (tres escuadrones); por la brigada del coronel Merlin con el 1.º de húsares al mando de él mismo y el 31.º de chasseurs del coronel Desmichels, con tres escuadrones cada uno;  la brigada de dragones ligeros del general Pierre-François Boyer —apodado “Pierre le Cruel” por las represalias in extremis que ejerció contra los guerrilleros españoles luego de haber sido él mismo torturado severamente por ellos— con los regimientos 6.º (coronel Piquet), 11.º (coronel Thévenet d’Aoust), 15.ª (coronel Boudinhon) y el 25.º (coronel Leclerc) con dos escuadrones cada uno; y la brigada del coronel Jean-Alexis Béteille con dos escuadrones de los “caballos negros” —los famosos lanceros del Ducado de Berg— al mando del capitán de Toll; el regimiento 15.º de chasseurs (coronel Faverot) con tres escuadrones; y la 1.ª Légion de Gendarmes de España (antes denominada de Burgos) comandada por el propio Béteille, con seis escuadrones. Finalmente integraban la vanguardia la 5.º División de Infantería al mando de Mancune (su nombre es uno de los que está tallado en el Arco de Triunfo de París), en total unos 3200 hombres, la que sin embargo nunca llegó a tener contacto con la fuerza británica.
Antes de que los aliados prepararan la trampa, la brigada de húsares y chasseurs de Merlin había sido enviada por Curto a perseguir y acabar con la partida de Martínez, un grupo guerrillero al que Wellington había pedido acosar a los franceses en su flanco izquierdo. Sorprendidos por los franceses quienes les pisaban los talones, las cuadrillas corrían por su vida a sabiendas de que de ser alcanzados no les esperaba magnanimidad. Buscando la protección de los británicos corrieron bajando a todo galope la colina y sin frenar dieron con sus cabalgaduras contra la formación del 16.º de la brigada de Anson al mando del teniente coronel Pelly, el que se vio de pronto frente al ataque de los seis escuadrones franceses que venían atrás, los que al principio creyeron que la de Anson era una fuerza de caballería española.

### Caballería francesa
En el ínterin, ya habían aparecido en dirección a la cañada del río seco la brigada del coronel Béteille con sus 11 escuadrones los que al ver el puente enfilaron rápidamente hacia él y comenzaron a cruzarlo formando, con toda la calma, en muraille,  del otro lado del zanjón frente a la caballería de von Bock y Anson, este último ya en pleno desorden por el ataque que sufría en su flanco derecho.
Ya se habían hecho las cinco de la tarde, cuando los dos últimos escuadrones del 1.º de gendarmes franceses habían terminado de posicionarse frente a los alemanes, cuando von Bock viendo el inminente peligro, ordenó a su brigada y a Anson que atacaran antes de que más franceses pudieran cruzar (Curto con sus siete escuadrones había quedado del otro lado del puente en actitud expectante y como reserva). La brigada de Bock avanzó en echelones (escalonadamente) con el 1.º regimiento delante del 2.º. La brigada de Anson lo hizo en forma rezagada debido al ataque por su flanco del cual era objeto por parte de la fuerza de Merlin. 
El 1.º de la KGL rompió hacia la derecha de los gendarmes franceses pero fue rechazado y empujado hacia atrás, mientras que el 2.º se detuvo trenzándose en un combate cuerpo a cuerpo con la élite del enemigo –los gendarmes- que tenía enfrente. Justo antes de esa carga, los dos últimos escuadrones de gendarmes habían logrado colocarse de tal manera como para atacar a ambas líneas de dragones alemanes en su flanco izquierdo. Por su parte la extenuada y ahora desorganizada brigada de Anson no pudo penetrar la línea de sus opositores, los lanceros de Berg y el 15.º de chasseurs de Faverot. Sobrevinieron diez minutos de durísima lucha cuerpo a cuerpo de una de las mayores y más encarnizadas batallas de caballería durante toda la guerra peninsular: 1300 ingleses y alemanes contra 2017 franceses.
Los hombres de Anson fueron los que llevaron la peor parte ya que mientras eran atacados en su flanco derecho por los 756 jinetes de Merlin, ahora también recibían la carga por su frente de los 534 chasseurs del 15.º y los 226 de los “caballos negros”, los dos escuadrones de lanceros del Ducado de Berg, ambos de la brigada de Béteille lo que les produjo importantes bajas. En ese combate fue tomado prisionero el teniente coronel Pelly. El retraso que produjo este incidente permitió que el enemigo recibiera importantes refuerzos por parte de los ocho escuadrones de Boyer que ya estaban cruzando la cañada más al este, al pie de las colinas.

### Retirada anglo-alemana
En completo estado de confusión el 16.º de Anson se replegó pero trágicamente lo hizo por el camino equivocado bloqueando de esta manera el frente de la batería de Ramsay y la zona de carga prevista para el ataque de von Bock cuya brigada ahora fue atacada por el resto de los 6 escuadrones de la Legión de Gendarmes de España al mando del propio Béteille. En ese momento, habiendo terminado de pasar los jinetes de Anson delante de las baterías, Ramsay finalmente pudo abrir el fuego contra los hombres de Béteille pero ya era demasiado tarde. Sus artilleros no llegaron a recalcular la elevación de los cañones y la ronda pasó inofensivamente sobre las cabezas de los franceses lo que no hizo más que empeorar la situación porque apuró la carga de estos. En ese dramático suceso von Bock al frente de sus jinetes de la KGL apenas si pudo sacarse de encima a seis dragones franceses gracias a que sus hombres lograron rescatarlo.
Mientras tanto, los dos batallones de infantería al mando de Colin Halkett que estaban apostados sobre la base de una pequeña colina, al ver que una caballería francesa (los húsares y chasseurs de Merlin) bajaba de otras colinas cruzando el lecho del arroyo seco por donde éste no era tan profundo, y que otro regimiento (los dragones de Boyer) se dirigía a ese mismo lugar buscando cruzar la cañada para atacar a la fuerza anglo-alemana por el flanco, se puso en movimiento a paso redoblado hacia el lado contrario de la planicie buscando el refugio del pueblo de Villodrigo.

### Ofensiva de Boyer

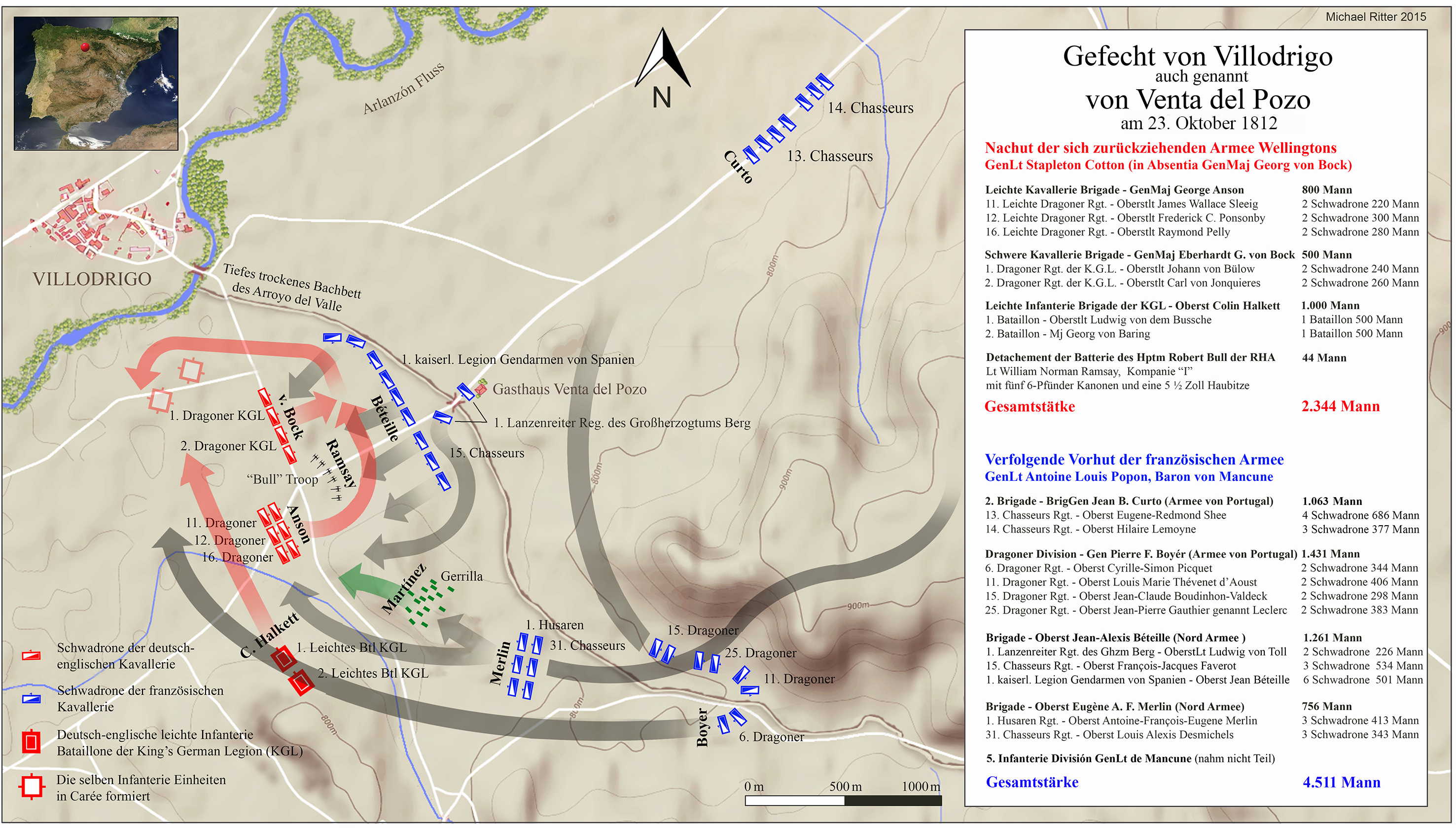
Batalla de Villodrigo también llamada Venta del Pozo, España, 1812.

Entre tanto Boyer, que había llegado con sus dragones al lugar de los hechos, viendo que la brigada de Anson estaba lidiando con los hombres de Merlin, pensó en atacar a los ingleses por la retaguardia cuando se encontró de pronto que más adelante se encontraba la infantería de Halkett la que estaba marchando en columna con el 2.º de Infantería Ligera de la KGL al mando del coronel Louis von dem Bussche unos 180 metros detrás del 1.º al mando del mayor Georg von Baring (futuro héroe de Waterloo), apurando el paso para alcanzar unas ruinas situadas unos 200 metros más adelante. Boyer no lo pensó dos veces y cargó contra ellos. El 2.º de la KGL no logró alcanzar las ruinas cuando le faltaban solo unos 140 metros para llegar a ellas por lo que formó allí mismo en cuadro enfrentando con suma valentía a los jinetes de Boyer que recibieron la primera descarga de los mosquetes "Brown Bess" de los alemanes. Luego de esa primera carga, ambos batallones de infantería lograron retirarse a Villodrigo en formación de columna y fue cuando el 1.º estaba por llegar al pueblo que la caballería francesa avanzó nuevamente a la carga contra ellos, que ambos volvieron a formar en cuadro preparados para recibirlos. Según algunas fuentes, ese fue el momento en que llegó al campo de batalla Wellington, que ahora personalmente dirigió los cuadros de la infantería de Halkett para enfrentar a la caballería francesa de Boyer. 
El 1.º de infantería recibió la segunda carga de los dragones de Boyer sobre la parte trasera de su lado derecho, cuyos hombres contuvieron la arremetida con firmeza sin dejarse impresionar por los franceses. Con importantes bajas la caballería de Boyer cambió su objetivo atacando ahora al 2.º de infantería pero también sin éxito. El intenso fuego del cual fueron objeto los jinetes les impidió todo acercamiento por lo que los escuadrones franceses optaron por retirarse. Frente a la expectativa de un nuevo ataque la infantería alemana de ambos batallones quedó en formación de cuadro cuando el enemigo ahora formado en masa frente a la parte posterior de su flanco derecho pareció intentar una tercera carga. Sin embargo una volea de la cara posterior de ambos cuadros alejó a los asaltante al trote hacia una distancia considerablemente mayor.
Por su parte los hombres de von Bock en su retirada seguidos por la brigada de Anson, ambos en desorden, casi de inmediato se vieron flanqueados a ambos lados también por los dragones de Boyer que rechazados por los cuadros de infantería ahora se dirigieron al galope hacia ellos, haciendo que toda la caballería británica rompiera en completa confusión. Finalmente los alemanes lograron tranquilizarse y reagruparse detrás de las plazas de la infantería a las que usaron como escudo, seguidos por Anson y sus hombres cuando toda la brigada de Betéille con los gendarmes, los chasseurs del 15.º y los lanceros de Berg se detuvieron para también organizarse ellos. Con la caballería aliada reagrupada y ordenada detrás de ambas plazas, los franceses —con sus fuerzas y caballos también agotados y debido a que ya se estaba poniendo el sol— desistieron de continuar. De esta forma la infantería había comprado tiempo para que las brigadas de Anson y von Bock pudieran ponerse a salvo. Algo más tarde, ya de noche y a sabiendas de que una numerosa infantería francesa había marchado durante todo el día rumbo al campo de batalla, la fuerza anglo-alemana optó por alejarse, haciéndolo en buen estado de orden.

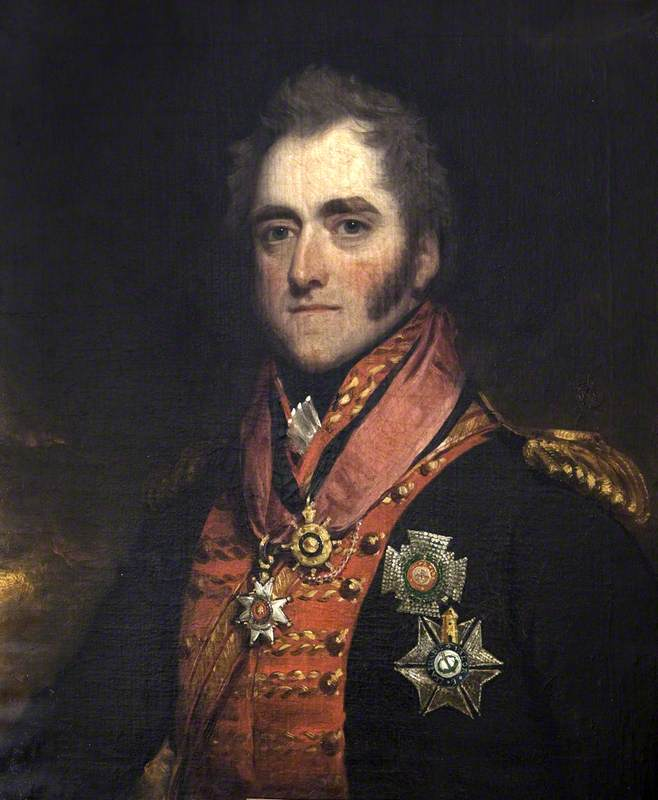
General, sir George Anson (1769-1849), militar británico. Comandó la brigada de caballería ligera británica como parte de la fuerza de Wellington durante la Guerra de la Independencia de España donde se ganó una gran reputación. Sirvió en todas las campañas entre 1809 y 1813 distinguiéndose especialmente al mando del 16.º Regimiento de Dragones en la segunda Batalla de Porto y como jefe de la brigada de caballería ligera en las batallas de Talavera, Busaco, Salamanca, García Hernández, Villodrigo y Vitoria. En la batalla de Villodrigo comandó la brigada de dragones ligeros integrada por los regimientos 11.º, 12.º y 16.º. Óleo sobre tela de Thomas Barber realizado en 1815. Colección National Trust, Reino Unido.

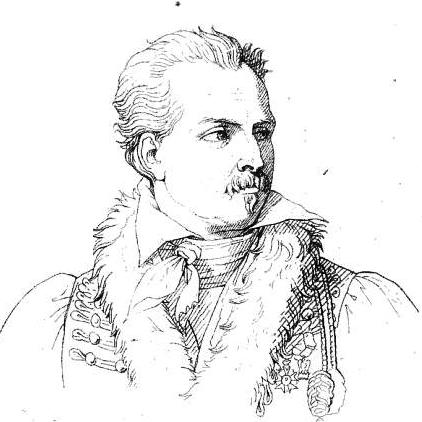
General Pierre Francois Boyer (1772-1851), militar francés. Voluntario en uno de los batallones de la Côte-d'Or en 1792, fue poco después capitán y nombrado a. C. del general Kellermann. Participó en las campañas de Prusia (1806), Polonia (1807), Alemania (1809), España, Rusia (1812) y Sajonia (1813). Tuvo una actuación brillante en Jena (1806), Pultusk (1806), Friedland (1807) y en la de Wagram (1809) donde dio una prueba más de su valor y talento con el asalto de Naugarten y la toma de Marburg. En España, luego de ser capturado y torturado por la guerrilla logró escapar y se convirtió en el terror de ésta por lo que recibió el apodo de "Pierre le Cruel". Sus dragones inspiraron terror por las represalias entre las bandas españolas que acosaban constantemente a las tropas francesas. En 1812 fue elevado a la nobleza y promovido a general de división en 1814, año en que participó en la campaña en Francia y sobre todo en la batalla de París. En 1824 pasó al servicio de Mehemet Ali, pacha de Egipto y luego como soldado francés en Túnez donde hizo honor a su fama de cruel con los moros. En 1831 es destituido del mando. Finalizó su carrera militar en 1836 como inspector general de la Gendarmería.

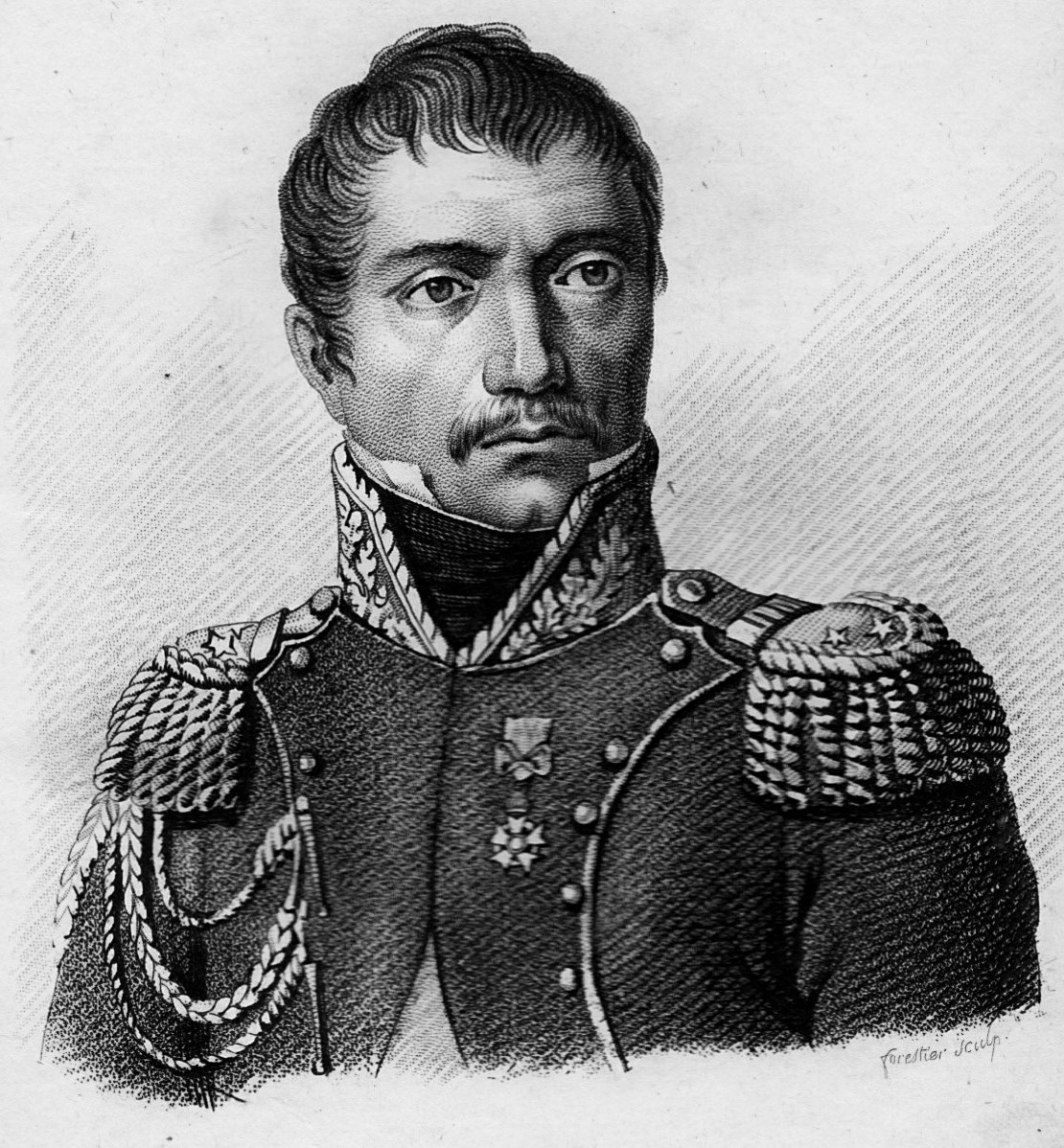
Coronel Antoine François Eugène Merlin (1778-1854), militar francés. A la edad de 19 años ya veterano de guerra y con el grado de capitán en el 18º Regimiento de Húsares, Bonaparte lo nombró su AdC y lo llevó en su campaña a Egipto. Participó de las campañas de Austria (1805), Prusia (1806) y Polonia (1807). Coronel en 1810 al mando del regimiento de Húsares como parte de la Armada de Portugal. En la batalla de Los Arapiles (batalla de Salamanca) se destacó a la cabeza de su regimiento en proteger la retirada del ejército francés. Cinco meses más tarde esta vez durante la retirada de las tropas británicas del mismo campo de batalla (17 de noviembre de 1812) la unidad de Merlin tomó prisionero a sir Edward Paget, 2º en comando de Wellington. General de brigada en 1813 y en calidad de tal participó de la "Batalla de los Pueblos" (16 a 19 de octubre) en Leipzig donde los franceses fueron sometidos a una decisiva derrota. En la batalla de Waterloo estuvo al mando de la 2ª Brigada de la 5ª División del Cuerpo de Caballería. Después de su destitución del Ejército del Loira se exiló en los EE. UU., dedicándose a los negocios. En 1818 regresó a Francia. Se retiró en 1839 como general de División. En 1837 fue nombrado Gran Oficial de la Legión de Honor.

## Consecuencias

### Gran cantidad de bajas en ambos bandos
El combate de Villodrigo o Venta del Pozo fue durísimo, confuso y casi destruyó la retaguardia británica. Contando las escaramuzas contra la caballería de Curto por la mañana cerca de Celada del Camino, duró en forma ininterrumpida desde las 09:00 hasta el anochecer. El aprovechamiento adecuado del terreno por parte de Bock ayudó a salvar la retaguardia, proporcionando los dos batallones de infantería ligera de la KGL la fuerza salvadora cuando todo parecía definirse por parte de los franceses que habían ganado una ventaja decisiva sobre la agotada retaguardia británica. Solo la pausa francesa después de no poder romper las plazas alemanas en sus tres arremetidas permitió a la fuerza británica retirarse con éxito sin mayores bajas adicionales. Esa pausa inexplicable tal vez pudo deberse a la cantidad de bajas entre sus oficiales sufridas por la caballería francesa. En la Legión de Gendarmería, fueron heridos su comandante, el coronel Béteille que fue dejado por muerto en el campo después de recibir doce heridas de espada (una en el tórax, cuatro en la mano y el brazo izquierdo y siete en la cabeza), una de las cuales le abrió el cráneo (fue encontrado por uno de sus lugartenientes que lo reconoció por sus calcetines y llevado ante los cirujanos franceses que lograron salvarlo). Además de Béteille en su brigada cayeron heridos otros 16 oficiales. Siete en la Legión de Gendarmes de España, otros siete en el regimiento del 15.º de chasseurs donde sólo dos oficiales quedaron ilesos, y dos en el de lanceros del Ducado de Berg.  En los ocho escuadrones de Boyer el 25.º perdió tres oficiales heridos, y en el 6.º y 11.º uno en cada uno de ellos. Los húsares y chasseurs de Merlin solo acusaron la baja de un oficial herido en cada uno. Entre todos estos heridos habría habido al menos siete que fallecieron a causa de sus heridas.
Por su parte los aliados perdieron entre 165 y 250 muertos y heridos y tuvieron de 65 a 85 hombres capturados según que fuente se tome. La brigada de von Bock sufrió las más importantes bajas. Del 1.er regimiento resultaron muertos 10 hombres y 16 caballos. De los oficiales resultaron heridos los mayores von Maydell y Fischer, los tenientes von der Decken y Phibbs y un sargento. El mayor Fischer fue tomado prisionero y llevado a Burgos por sus captores, donde murió a causa de sus heridas. El segundo regimiento registró la muerte del teniente Dröge y del capitán von Lenthe, los tenientes von Hugo y Schäffer y el corneta von Massof fueron heridos. De la tropa cayeron un sargento y un dragón muertos y 21 hombres resultaron con heridas de distinta consideración además de 20 caballos heridos. 39 dragones fueron tomados prisioneros. El capitán von der Decken, a. C. del general von Bock, fue rescatado de las manos del enemigo por un intrépido oficial del 12.º de los dragones ingleses de Anson, y el capitán Reitzenstein le debió la vida al cabo Hofmeister y a otro bravo camarada de su regimiento.

### La infantería y la noche salvan a la retaguardia británica
Ya de noche la fuerza anglo-germana logró alejarse sin ser perseguida por los franceses. Más adelante, tras algo más de dos horas de marcha se hizo un alto para el descanso de la tropa y los animales, ocasión que fue aprovechada por el coronel Halkett para expresarle a sus batallones de infantería la gratitud de Wellington por la valiente forma en que cubrieron el repliegue de la caballería. Tras el descanso se continuó la marcha hasta que llegaron a Torquemada, pueblo al que arribaron a las 02:00 de la madrugada del día siguiente para pasar la noche. Quedaban por delante 280 kilómetros hasta llegar a Ciudad Rodrigo, lo que hicieron tres semanas más tarde, el 19 de noviembre. Allí la brigada de dragones pesados de von Bock fue encomendada para hacer la inteligencia y vigilancia por lo cual distribuyó tres de sus cuatro escuadrones en los pueblos de Pastores, El Bodón y Fuenteguinaldo respectivamente. 
Tras un día de descanso en Ciudad Rodrigo la fuerza emprendió nuevamente la marcha hacia sus cuarteles de invierno en Portugal. Las unidades de caballería, salvo el 1.º y el 2.º de húsares de la KGL y 14.º de dragones británico que tuvieron esta vez la tarea de establecer líneas de centinelas, fueron diseminadas en la retaguardia en zonas de pastoreo para la recuperación de sus cabalgaduras. A las brigadas de von Bock y Anson les fueron asignados el valle del río Mondego y las praderas al sur de Oporto.
Por su parte, al enterarse del resultado de la batalla, Napoleón ascendió al coronel Béteille a general de Brigada, promoviéndolo, al igual que al coronel Faverot, herido en el combate, barón del Imperio, lo que hizo el 2 de marzo de 1813. A su vez a todos los oficiales de la Legión de Gendarmes, a cinco suboficiales, a seis brigadieres y a tres gendarmes les otorgó la cruz de la Legión de Honor. Más adelante, tras el regreso a Francia de la legión, ascendió al grado superior a todos los oficiales, nombró tenientes a todos los suboficiales, y subtenientes a todos aquellos gendarmes propuestos por el comandante de la Brigada.